# فروة (الحيمة الخارجية)

تعديل مصدري - تعديل

فروة هي إحدى قرى عزلة دروان بمديرية الحيمة الخارجية التابعة لمحافظة صنعاء، بلغ تعداد سكانها 179 نسمة حسب تعداد اليمن لعام 2004.